# Haridiata Dakouré
Haridiata Dakouré Séré, née le 31 décembre 1959 à Agboville (Côte d'Ivoire), est une magistrate burkinabè. Elle occupe différentes fonctions puis devient  directrice générale de l'École nationale d'administration et de magistrature, ancienne Première présidente du Conseil d'État et treize ans plus tard membre du Conseil constitutionnel du Burkina Faso. Elle est l'auteure de plusieurs ouvrages et articles en faveur de la démocratie et des droits des femmes. 

## Formation
Après une licence en droit à la Faculté de droit de Lille en 1973, elle est diplômée en 1975 de l'École nationale de la magistrature de Paris (section internationale).

## Carrière
Elle devient magistrate : juge d'instruction de 1975 à 1981 dans différents juridictions, présidente du Tribunal du travail de Ouagadougou, vice-présidente de la Cour d’appel de Ouagadougou et présidente de la
Chambre d’accusation auprès de ladite Cour, puis conseillère à la Cour suprême de Ouagadougou.  Après avoir été rattachée à l’Inspection générale d’État, elle devient directrice générale de l'École nationale d'administration et de magistrature du Burkina-Faso de 1994 à 2001.
Puis  elle est nommée première présidente du Conseil d'État en juillet 2002. En 2024, elle prête serment en tant que nouveau membre du Conseil constitutionnel du Burkina Faso. 
Elle est également l'auteure de plusieurs contributions en faveur de la démocratie et des droits des femmes, dont Participation des femmes au processus de démocratisation au Burkina Faso (1997) et La démocratie au Burkina Faso.

## Vie personnelle
Haridiata Dakouré est veuve et mère de quatre enfants.

## Hommages
La promotion 2013-2014 de l'Enam, dont elle a été la seule femme dirigeante, a été nommée de son nom pour lui rendre hommage.